# Darkwing Duck (игра, Capcom)
Darkwing Duck — компьютерная игра в жанре платформера, разработанная компанией Capcom по мотивам одноимённого мультсериала, и выпущенная в 1992 году. Главный герой — селезень с прозвищем Чёрный Плащ — должен спасти свой родной город Сен-Канар от семи злодеев. Нужно пройти все уровни и одолеть главного врага — Стального Клюва.
NES версия игры включена в сборник The Disney Afternoon Collection для ПК, PlayStation 4, и Xbox One, которая вышла в апреле 2017 года.

## Игровой процесс
Кроме основного оружия, которое было и в мультфильме — газового пистолета — существуют и различные виды «супероружия». В конце каждого из уровней игрока ждёт сражение с одним из врагов Чёрного Плаща: Квага, Вульфдак, Ликвигад, профессор Молиарти, Бушрут, Мегавольт и Стальной Клюв.

Один из бонус-уровней в игре

На каждом уровне также есть по два секретных бонуса, местонахождение которых указывается значками с надписью «GO». Выбив значок и прыгнув на него, игрок попадает на уровень, где нужно сбивать летающие объекты и подбирать полезные предметы — это, по словам Эдгара Клювера, появляющегося перед началом бонус-уровней, награбленные преступниками драгоценности.

## Отменённый сиквел
В 2019 году разработчики Sonic Mania из Headcannon выпустили видео, которое они сделали для альтернативного мира игры Capcom. Новая часть Darkwing Duck была выполнена в ретро-стиле SNES или GBA. Планировалось привлечь сценаристов мультсериала. Однако издатель отверг эту концепцию.

## Отзывы и критика
| Сводный рейтинг               | Сводный рейтинг            |
| Агрегатор                     | Оценка                     |
| ----------------------------- | -------------------------- |
| GameRankings                  | 70,00 % (NES) 71,00 % (GB) |
| MobyRank                      | 74 % (NES) 79 % (GB)       |
| Русскоязычные издания         |                            |
| Издание                       | Оценка                     |
| «Коллекция „Крутого Геймера“» | [ 7 ]                      |

По мнению критиков, игра получила в целом положительные отзывы, согласно агрегатору оценок MobyGames.
Согласно обзору «Игромании», для Darkwing Duck был выбран движок из Mega Man 5 — в нём исправили только героев и декорации. Отсутствие паролей к уровням раздражало родителей: если ребёнок садился за «Плаща», то находился у экрана часами. Днём он смотрел по ТВ, как Кряк Лапчатый побеждает очередного преступника, а вечером вставлял картридж в консоль и проходил игру до упора. Утка в плаще с газовым пистолетом — эту культурную программу хотелось повторять каждый день. Тем более что игры по другим сериалам «Диснея» оставляли желать лучшего: про Чипа и Дейла была хорошей, но «Утиные истории» считались девчачьей забавой, а о Гуфи и вовсе забыли. Поэтому «Чёрный Плащ» остался в памяти вместе с песней «Только свистни — он появится!» и возгласом «От винта!» (Let's get dangerous!).
В статье Life подчёркивается, что платформер о приключениях Чёрного Плаща в целом повторяет успех других игр, созданных по мультфильмам Disney, — про Аладдина, Короля Льва, Чипа и Дейла. Darkwing Duck оказалась более популярной в России, чем в Европе и США. Никаких сиквелов, приквелов и спин-оффов не выпускалось. Ныне игра оказалась забыта, и во многом это вина её издателя Capcom. Компания предпочла развивать другие серии — Mega Man и Ghosts’n Goblins, а ЧП остался не у дел.